# Djebel Xeïkh Suleiman
Djebel Sheikh Suleiman (Gebel Sheikh Suleiman) és una muntanya de Núbia, en territori d'Egipte, on s'han trobat un grafits d'època predinàstica amb un serekh d'un cap no identificat.